# تتاوادیماروتانکولام
تتاوادیماروتانکولام (به لاتین: Thettavadimarutankulam) یک منطقهٔ مسکونی در سری‌لانکا است که در استان شمالی (سری‌لانکا) واقع شده‌است.